# 시즈키 아사토
시즈키 아사토(일본어: 姿月 あさと しづき あさと[*], 1970년 3월 14일 - )는 일본의 가수이다. 전 다카라즈카 가극단 소라구미 초대 톱스타이다.
본명은 아카사카 준코 (赤坂順子, 결혼 전 성 : 신보(新保))이다. 애칭은 "즌코 (본명에서 변형)"이다. 오사카시 미야코지마구 출신이다. 시립 요도가와중학교를 졸업하였다. 키 172cm, 혈액형 O형이다.

## 약력
1985년 4월, 다카라즈카 음악학교 입학.
1987년 3월, 다카라즈카 가극단 73기생으로 입단. 입단 당시 성적은 8등. 유키구미 공연 『다카라즈카오도리 찬가／사마르칸트의 붉은 장미』로 초무대. 동기로는 배우 아마미 유키, 에마오 유우, 타쿠미 히비키 등 3명의 톱스타를 비롯해, 배우 아오야마 유키나 (전 여역 스타) 등이 있다. 같은 해 5월, 하나구미로 배속. 당시 하나구미 와카테 남역 스타가 많아, 신인공연에서는 상급생의 역할을 연기하는 경우가 많았다.
1992년 8월, 『마음의 여로』로 신인공연 니반테 역에 발탁되었다.
1993년 6월, 츠키구미로 조이동. 신진 남역스타로 꽃이 피었다.
1997년 5월, 쿠제 세이카의 퇴단에 의해, 톱스타 마코토 츠바사에 이어 니반테 스타가 되었다.
1998년 1월, 소라구미 창설 멤버로 선발되어, 『엑스칼리버／시트러스의 바람』으로 초대 톱스타에 취임. 상대역으로 하나후사 마리를 맞이했다. 『엘리자베트』 등에서 많은 명작의 주연을 맡았다.
1999년, 『정열-호세와 카르멘-/더 레뷰 '99』의 호세 역으로 주연, 같은 작품으로 제 54회 예술제상 연극부문 우수상을 수상.
2000년 5월, 『사막의 흑장미／GLORIOUS!』으로 퇴단. 퇴단 공연에서는 티켓 경쟁률과 팬 동원수 당시 역사상 최고를 기록했다. 퇴단을 알리면서, 그녀는 "가능성을 갖고있지만, 가창력을 발휘할 기회가 제한되기 쉬운 와카테 층에게 용기와 자신감으 주는 자리를 달라"고 가극단에 흥정했다. 이 요청은 후에 앤칼리지 콘서트로서 실현되게 되었다.
2000년 7월, 외국계 여행사 현지 주재원을 하고 있는 남성과 결혼. 남편의 해외 부임에 동행해 발리로 이주 (2004년 4월까지 거주).
2002년 4월, 키린컵 축구의 개막식에서 기미가요를 독창.
2002년 11월, 호텔 임베리얼 발리에서 자선 콘서트 「Berangkat 시즈키 아사토 Suar Dui Stri와 함께」를 개최. 그 해 10월 12일, 폭탄테러가 있었던 발리의 부흥을 위해 많은 기부금이 모아졌다.
2004년 4월, 남편의 전근에 동행하여 호주 케언즈로 이주. 같은 해 9월 발리섬에서의 체험담을 정리한 『착한 발리 내가「나」로 돌아가는 섬』 출판.
2006년, 일본-호주 교류에 관광홍보 친선대사로 취임.
2007년 4월, 남편이 도쿄로 전근했기 때문에 귀국. 이후에는 가수로 활약하는 한편, 무대에도 출연하고 있다.

## 같이 보기
- 오사카부 출신 인물 목록
- 타카시오 토모에 (시즈키 입단 당시 하나구미 톱스타.)